# 王文义 (1915年)
王文义（1915年—1995年），男，山东寿光人，中国微生物学家，曾任兰州医学院院长，九三学社中央委员会委员，第四、五届全国政协委员。